# 마리아 이사벨 (1966년 텔레노벨라)
《마리아 이사벨》(스페인어: María Isabel)은 1966년 방영된 멕시코의 텔레노벨라이다.